# Pepper Keibu (album)
Albums de Pink Lady
Hoshi kara Kita Futari
(5 novembre 1978)
Singles
1. Pepper Keibu
Sortie : 25 août 1976
2. S.O.S
Sortie : 25 novembre 1976

Pepper Keibu (ペッパー警部) est le premier album studio du célèbre duo japonais Pink Lady. 

## Présentation
Il sort en 1977 et atteint à la même année la 2e place des classements de l'Oricon Albums Chart.
Il comprend les quatre titres déjà parus sur les deux premiers singles du duo sortis auparavant: Pepper Keibu sorti en août 1976 avec Kanpai Ojōsan en face B (4e à l'Oricon), et S.O.S sorti en novembre 1976 avec Pink no Ringo en face B et resté numéro 1 pendant une semaine.

## Liste des titres
| 1.  | Pepper Keibu (ペッパー警部)                              | 3:12 |
| 2.  | Inspiration (インスピレーション)                         |      |
| 3.  | Kanpai Ojōsan (乾杯!お嬢さん) (face B de Pepper Keibu)   | 3:07 |
| 4.  | Pink no Ringo (ピンクの林檎) (face B de S.O.S)           |      |
| 5.  | Yuutsu Hi (ゆううつ日)                                   |      |
| 6.  | S.O.S                                                    | 2:39 |
| 7.  | Futari Dake no Date (二人だけのデート)                   |      |
| 8.  | Asa Made Odorou (朝まで踊ろう)                           |      |
| 9.  | Money Honey (マネー・ハニー)                             |      |
| 10. | Angel Baby (エンジェル・ベイビー)                        |      |
| 11. | Rock and Roll Love Letter (ロックン・ロール・ラヴレター) |      |
| 12. | Bye By Baby (バイ・バイ・ベイビー)                       |      |